# ダシ＝ドルジョ・イチゲロフ

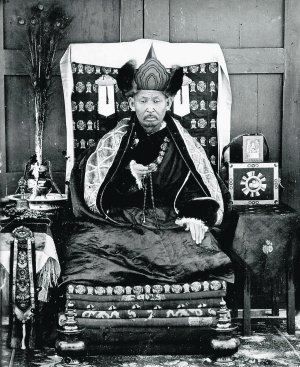
ダシ＝ドルジョ・イチゲロフ

ダシ＝ドルジョ・イチゲロフ（ロシア語: Даши-Доржо Итигэлов、ブリヤート語: Этигэлэй Дашадоржо、1852年 - 1927年）は、ブリヤート族出身のラマ僧。現在でも彼の遺体はブリヤート共和国の仏教寺院イヴォルギンスキー・ダツァンに収められている。

## 生涯
16歳で仏門に入り、アニンスキー・ダツァンで仏教哲理、チベット医学を学び、卒業時にチベット薬学の薬理学辞典を作った。1898年には故郷に戻り、ヤンガジンスキー・ダツァンにて仏教哲学と声明を教えていたが、同時にソグション・ダツァンのゲシェーに任命された。
1911年、パンディト＝ハンボ12世として認可され、ブリヤートの仏教振興に努めた。また、ロシア帝国内でも随一の仏教指導者として有名であり、ロマノフ朝300年記念祝賀会に出席、ヨーロッパ初となる仏教寺院、グンゼチョイネイ・ダツァンをサンクトペテルブルクに建立した。その功績により、聖スタニスラス勲章を1917年3月19日に王家より授けられた。第一次世界大戦が勃発すると「ブリヤート兄弟社」を設立し、傷病兵の看護や治療、救恤金を供出するなどしてロシア軍を支援、その功績によって聖アンナ勲章を授けられた。イチゲロフは入滅までに50冊以上の薬学書を著している。1926年のロシア革命後、多くの仏教僧がイチゲロフの元へ相談に来たが、「私は国に残る」と言ってソビエト連邦にとどまった。翌年、75歳になったイチゲロフは、入滅の準備を始めた。そして6月15日、「30年たったら私の体を掘り出してくれ」と言い残して入滅した。

## 死後
その後、パンディト＝ハンボ17世ロブサン・ニマ・ダメリンによって、1955年にイチゲロフの遺体は掘り起こされた。30年近く経っている割には遺体の大きな損傷は見られず、学者たちを驚嘆させた。しかし無神論を主張するソ連の政策により、これは黙殺され、仏教僧侶らもこの「奇跡」にソビエト政府が反応することを恐れ、別の無銘の墓へ埋葬した。ソビエト連邦崩壊後の2002年9月11日、遺体は掘り出されてイヴォルギンスキー・ダツァンへ移された。2003年にロシアの仏教全体会議において、イチゲロフのミイラは「即身仏」とされ、イヴォルギンスキー・ダツァンに安置された。